# 辻町 (生駒市)
辻町（つじまち）は、奈良県生駒市の町名。郵便番号は630-0212。

## 地理
生駒市中部に位置し、北に小明町、桜ケ丘、西に谷田町、南に山崎町、東生駒、東に奈良市と接する。

### 河川
- 東生駒川

## 歴史
辻村は大和国平群郡に属し、江戸時代にははじめ竜田藩領、寛永16年（1639年）からは郡山藩領、延宝7年（1679年）からは旗本の松平家（松平信重）の知行地となる。松平氏は北田原村・南田原村・小明村・辻村・俵口村・谷田村・有里村・萩原村・小瀬村・小平尾村と菜畑村の一部、合計11か村5000石を支配し、陣屋を辻村に置いた。辻村が奈良・大坂に通じる当時の一条街道と、京都・龍田・郡山に通じる当時の京・八幡街道の四ツ辻にあたり、また11か村の中心部にあったことによる。陣屋はこの地の豪農・矢野氏の屋敷を利用したもので、当初は江戸から派遣した家臣に支配させていたが、のちに矢野氏ら地元の有力者を地役人に取り立てた。
慶応4年（1868年）正月、世直し一揆の一つとされる「矢野騒動」が起きる。小瀬村の宮大工棟梁・与平が松平領11か村のからかさ連判状を持ち、長州藩の大坂陣屋に赴いて矢野代官らの悪政を訴えた。11か村の農民500人は長州藩の使者とともに矢野代官所に押し寄せ、包囲し、陣屋は明け渡され、矢野父子は家財没収の上軟禁された。陣屋には「長州下陣」の掛札が掲げられ、与平は二か月余の入牢後に釈放。江戸に送られていた矢野父子も江戸開城とともに無罪釈放された。

### 地名の由来
平ノ川（現在の東生駒川）に沿って南北に走る清滝街道（往時の京街道）と東西に走る一条街道が当地で交差しており、こうした道の四ツ辻にあたることからこの地名になったと考えられる。
なお、2020年代になって国道168号線沿いの交差点に、それぞれ交差点名の標識が掲出されたが、その際「辻町」と命名された交差点の場所は、奈良交通バス「生駒辻町」停留所も設置されている元の辻町一帯より、北へ800mほどずれている（本来的に「辻町」がふさわしい交差点が「近鉄東生駒駅北」と先に命名された経緯からと思われる）。

### 沿革
- 1889年（明治22年） - 山崎村・谷田村・俵口村・小明村・菜畑村と合併して北生駒村が発足[12]。北生駒村大字辻となる[8]。
- 1921年（大正10年） - 生駒町の大字となる[8]。
- 1971年（昭和46年） - 生駒市辻町となる[8]。

## 世帯数と人口
2020年（令和2年）10月1日現在の世帯数と人口は以下の通りである。
| 町丁 | 世帯数    | 人口    |
| ---- | --------- | ------- |
| 辻町 | 2,684世帯 | 6,015人 |

### 人口の変遷
国勢調査による人口の推移。
| 1995年（平成7年）  | 4,927人 | [ 13 ] |  |
| 2000年（平成12年） | 5,061人 | [ 14 ] |  |
| 2005年（平成17年） | 5,355人 | [ 15 ] |  |
| 2010年（平成22年） | 5,964人 | [ 16 ] |  |
| 2015年（平成27年） | 6,059人 | [ 17 ] |  |

### 世帯数の変遷
国勢調査による世帯数の推移。
| 1995年（平成7年）  | 1,867世帯 | [ 13 ] |  |
| 2000年（平成12年） | 2,055世帯 | [ 14 ] |  |
| 2005年（平成17年） | 2,179世帯 | [ 15 ] |  |
| 2010年（平成22年） | 2,582世帯 | [ 16 ] |  |
| 2015年（平成27年） | 2,649世帯 | [ 17 ] |  |

## 事業所
2016年（平成28年）現在の経済センサス調査による事業所数と従業員数は以下の通りである。
| 町丁 | 事業所数  | 従業員数 |
| ---- | --------- | -------- |
| 辻町 | 104事業所 | 800人    |

## 交通

### 鉄道
- 近鉄奈良線
  - 東生駒駅（所在地は東生駒）

### バス
- 奈良交通「生駒辻町」バス停など
  - ひかりが丘住宅線・白庭台住宅線
  - 生駒ニュータウン線

### 道路
- 国道168号
- 奈良県道104号谷田奈良線

## 施設
- 生駒市図書館（本館）

## 史跡
- 生駒陣屋跡 - 約60aあった代官所跡には住宅団地が建設されたが、有志により代官所跡の碑が建てられている[19]。